# کلامیدیا تراکوماتیس
کِلامیدیا تِراکوماتیس، باکتری گرم منفی و داخل سلولی اجباری است که در سرده (جنس) کلامیدیا قرار گرفته‌است. اجسام انکلوزیون کلامیدیا تراکوماتیس، اولین بار در سال ۱۹۴۲ توصیف شدند. فیفان تانگ (به انگلیسی: Feifan Tang)در سال ۱۹۵۷ برای اولین بار این باکتری را در کیسه زرده تخم مرغ کشت داد. کلامیدیا می‌تواند موجب عفونت‌های چشمی، تناسلی و مقعدی شود، مانند کلامیدیا تراکوماتیس و تراخم.

## انواع
کلامیدیا تراکوماتیس دارای ۳ سرووار (سروتیپ) است:
- سرووارهای Ab، B، Ba یا C که موجب بیماری تراخم می‌شوند.
- سرووارهای D تا K که در اورتریت، عفونت‌های التهابی لگن، بارداری نابجا، ‍ذات الریه (پنومونی) و ورم ملتحمه در نوزادان نقش دارد.
- سرووارهای L1، L2 وL3 که در بیماری لمفوگرانولوم ونروم (به لاتین: lymphogranuloma venereum) نقش دارد.[۴]

بیشتر اما نه همه سویه‌های کلامیدیا تراکوماتیس دارای پلاسمید خارج کروموزومی می‌باشند.

## شناسایی
هرچند کشت کلامیدیا دشوار است ولی گونه‌های کلامیدیا را می‌توان با استفاده از تست‌های مبتنی بر DNA به راحتی تشخیص داد.(البته این روش در بسیاری از آزمایشگاهها وجود ندارد و هزینه‌بر است.)
بیشتر سویه‌های کلامیدیا تراکوماتیس را با استفاده از آنتی بادی‌های مونوکلونال (mAbs) علیه اپی توپ‌های منطقه VS4 ‍ پروتئین MOMP کلامیدیایی، شناسایی می‌کنند. با این وجود، این تست خیلی اختصاصی نیست و ممکن است آنتی بادی‌های اخیر با سایر گونه‌های کلامیدیایی مانند کلامیدیا سوئیس و کلامیدیا موریداروم نیز واکنش (واکنش مثبت کاذب) دهند.

## چرخه زندگی

چرخه زندگی کلامیدیا تراکوماتیس (ورود به سلول، تکثیر و سپس خروج از آن)

کلامیدیا تراکوماتیس نیز مانند سایر گونه‌های کلامیدیا دارای چرخه زندگی متفاوت از سایر باکتری‌هاست. آن‌ها به صورت انگل داخل سلولی اجباری فقط در داخل سلول‌های میزبان می‌توانند رشد کنند.
اجسام اولیه (به انگلیسی: elementary bodies)، ذرات عفونت‌زا هستند. آن‌ها در خارج از سلول پایدار می‌باشند. فعالیت متابولیکی ندارند و همانندسازی نمی‌کنند. اجسام اولیه از طریق چند نوع ادهسین مانند پروتئین اصلی غشای خارجی (MOMP) به سلول میزبان می‌چسبند. آن‌ها از طریق اندوسیتوز وارد سلول می‌شوند. سپس از طریق مکانیسم ناشناخته‌ای مانع ادغام لیزوزوم با واکوئل کلامیدیایی می‌شوند. به این ترتیب از مرگ خود جلوگیری می‌کنند. مدت اندکی پس از ورود به داخل سلول، پیوندهای دی سولفیدی پروتئین‌های غشای اجسام اولیه، پ‍یوندهای عرضی خود را از دست می‌دهند. اجسام ابتدایی به اجسام بزرگی به نام اجسام شبکه‌ای (به انگلیسی: reticulate bodies) می‌شوند. اجسام شبکه‌ای، شکل فعال و زنده باکتری هستند که فعالیت متابولیکی داشته و همانند سازی می‌کنند. اجسام شبکه‌ای، به‌طور ‍پیوسته از طریق تقسیم دوتایی تکثیر پیدا می‌کنند تا اینکه واکوئل داخل سلولی ، پر از این اجسام خواهد شد. سپس این اجسام به اجسام اولیه تبدیل می‌شوند. اجسام اولیه با ترکاندن سلول به خارج ازآن می‌ریزند و دوباره باکتری، چرخه خود را از سر می‌گیرد. کلامیدیا از نظر داشتن چرخه زندگی پیچیده، منحصربه‌فرد می‌باشد.

## عفونت‌های کلامیدیایی
کلامیدیا تراکوماتیس، گستره بزرگی از بیماری‌ها را ایجاد می‌نماید. اورتریت، پروکتیت (التهاب راست روده و مقعد)، تراخم و ناباروری در مردان و زنان دیده می‌شود. در زنان موجب التهاب رحم، التهاب لگن و حاملگی نابجا می‌شود. این باکتری، بیماریزای مهمی در نوزادان است. باکتری موجب تراخم یا پنومونی در نوزادان می‌شود. تراخم یکی از مهم‌ترین عوامل نابینایی در کشورهای درحال توسعه است.

## درمان
کلامیدیا تراکوماتیس به بسیاری از آنتی بیوتیک‌ها مانند ماکرولیدها (آزیترومایسین، اریترومایسین و کلاریترومایسین) و تتراسایکلین‌ها حساس می‌باشد.

## تست‌های آزمایشگاهی
از تست‌های مختلفی مانند  NAAT  (تست تکثیر اسیدهای نوکلوئیک)، واکنش زنجیره‌ای پلیمراز، تست‌های هیبریداسیون اسید نوکلوئیک (تست کاوشگر DNA)، تست‌های سرولوژیکی ELISA و EIA و تست آنتی بادی فلورسانس مستقیم (DFA) برای تشخیص عفونت‌های کلامیدیایی استفاده می‌شود.
کشت کلامیدیا امکان‌پذیر است اما گران قیمت بوده و به ۵ تا ۷ روز زمان نیاز دارد و باید فقط در آزمایشگاه‌های مجهز به تجهیزات ویژه انجام گیرد.
انکلوزیون‌های داخل سلولی کلامیدیا با رنگ آمیزی گرم، رنگ ارغوانی تیره به خود خواهند گرفت. به دلیل وجود گلیکوژن در انکلوزیون‌های کلامیدیا تراکوماتیس (و نه کلامیدیوفیلا پنومونیه و کلامیدیوفیلا پسی تاسی)، هنگام رنگ آمیزی با محلول یُد دار لوگول، به رنگ قهوه‌ای در خواهند آمد.